# 大師線 (東武鐵道)
大師線（日语：／ Daishi sen */?）連接日本東京都足立區西新井站與大師前站，是東武鐵道的鐵路線。車站編號所使用的路線記號為TS。是未成線西板線計劃的一部分。

## 路線資料
- 路線距離：1.0公里
- 軌距：1067毫米
- 站數：2個（包括起終點站）
- 複線路段：沒有（全線單線）
- 電氣化路段：全線（直流1500V）
- 閉塞方式：自動閉塞式
- 保安裝置：東武型ATS

## 使用車輛
- 8000系（日语：東武8000系電車）（南栗橋車輛管區（日语：南栗橋車両管区）春日部支所所屬、一人控制對應車、2節編組）。現在與龜戶線通用。

## 車站列表
- 所有車站均位於東京都足立區
- 軌道 … ∨：2線、｜：單線（不可進行列車交會）

| 車站編號 | 中文站名 | 日文站名 | 英文站名 | 累計距離 | 接續路線                            | 軌道 |
| -------- | -------- | -------- | -------- | -------- | ----------------------------------- | ---- |
|          |          |          |          |          |                                     |      |
| TS-13    | 西新井   |          |          | 0.0      | 東武鐵道： 伊勢崎線（東武晴空塔線） | ∨    |
| TS-51    | 大師前   |          |          | 1.0      |                                     | ｜   |

## 關連項目
- 日本鐵路線列表
- 池袋、竹之塚新線（日语：池袋・竹ノ塚新線） - 連結伊勢崎線與東上線的鐵路線計劃

## 外部連結
- 大師線（页面存档备份，存于）